# 雅拉马塔亚
雅拉马塔亚是巴西阿拉戈斯州的一个市镇。总面积164平方公里，总人口5893人，人口密度35.9人/平方公里。